# George W. Ladd

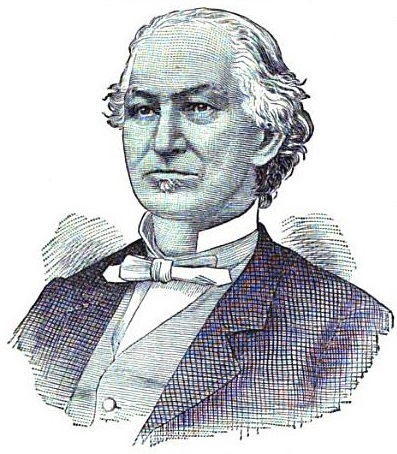
George W. Ladd

George Washington Ladd (* 28. September 1818 in Augusta,  Massachusetts; † 30. Januar 1892 in Bangor, Maine) war ein US-amerikanischer Politiker. Zwischen 1879 und 1883 vertrat er den Bundesstaat Maine im US-Repräsentantenhaus.

## Werdegang
Der im heutigen Maine geborene George Ladd besuchte die öffentlichen Schulen seiner Heimat und anschließend das Kents Hill Seminary. Danach wurde er in verschiedenen Bereichen in Bangor kaufmännisch tätig. So war er unter anderem Drogist sowie Holz-, Kommissions- und Lebensmittelhändler. Zusätzlich war er in der Eisenbahnbranche tätig.
Politisch schloss sich Ladd in den 1870er Jahren der kurzlebigen Greenback Party an. Bei den Kongresswahlen des Jahres 1878 wurde er als deren Kandidat im vierten Wahlbezirk von Maine in das US-Repräsentantenhaus in Washington, D.C. gewählt. Dort trat er am 4. März 1879 die Nachfolge von Llewellyn Powers an. Nach einer Wiederwahl im Jahr 1880 konnte er bis zum 3. März 1883 zwei Legislaturperioden im Kongress absolvieren. Von 1879 bis 1881 war er Vorsitzender des Ausschusses zur Kontrolle der Ausgaben des Postministeriums.
Bei den Wahlen des Jahres 1882 wurde er nicht bestätigt. Danach zog er sich wieder aus der Politik zurück. George Ladd starb am 30. Januar 1892 in Bangor und wurde dort auch beigesetzt.